# Scopula nigropunctata
Scopula nigropunctata là một loài bướm đêm thuộc họ Geometridae. Nó được tìm thấy ở the Palearctic ecozone.
Loài này có sải cánh dài 29–34 mm. Con trưởng thành bay từ tháng 5 đến tháng 8 tùy theo địa điểm.

## Hình ảnh

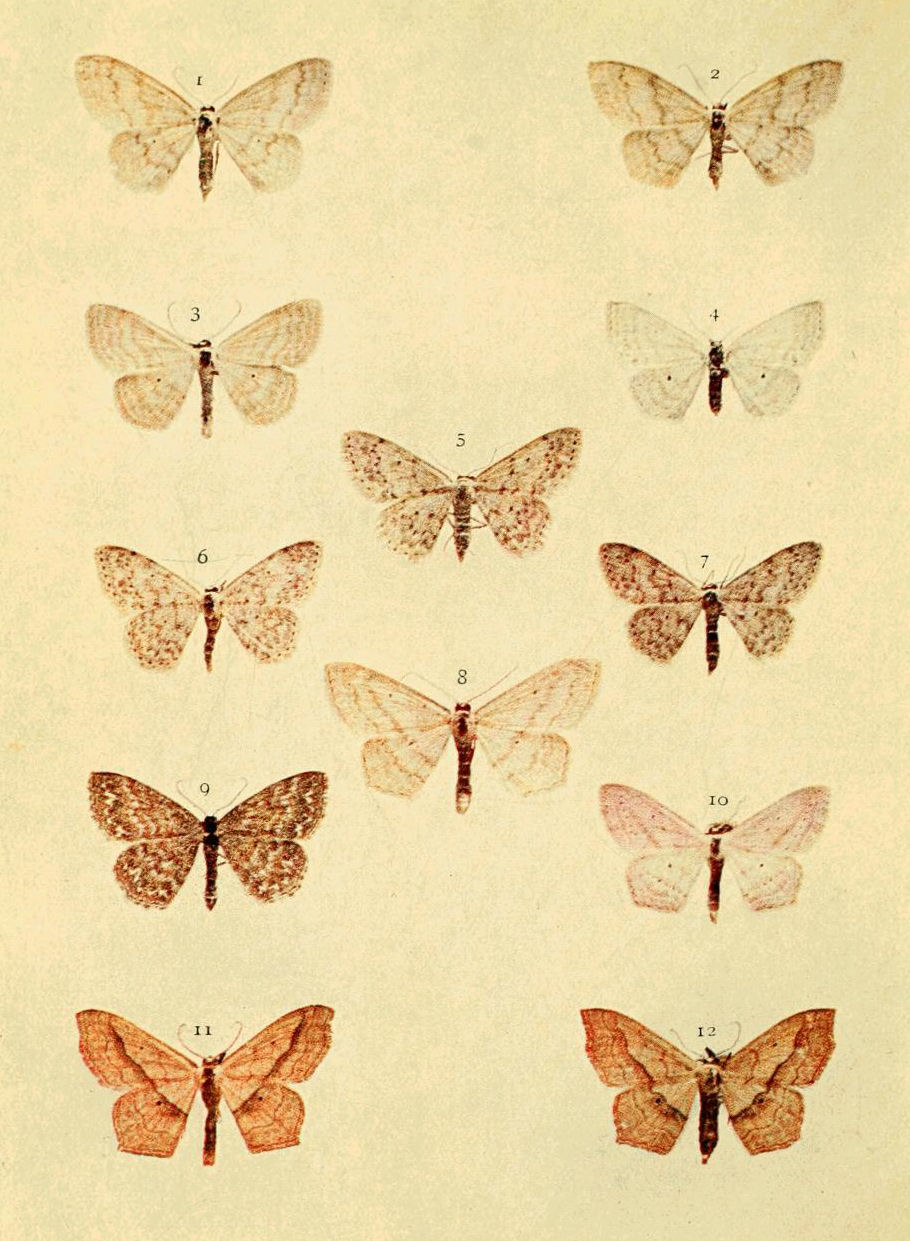
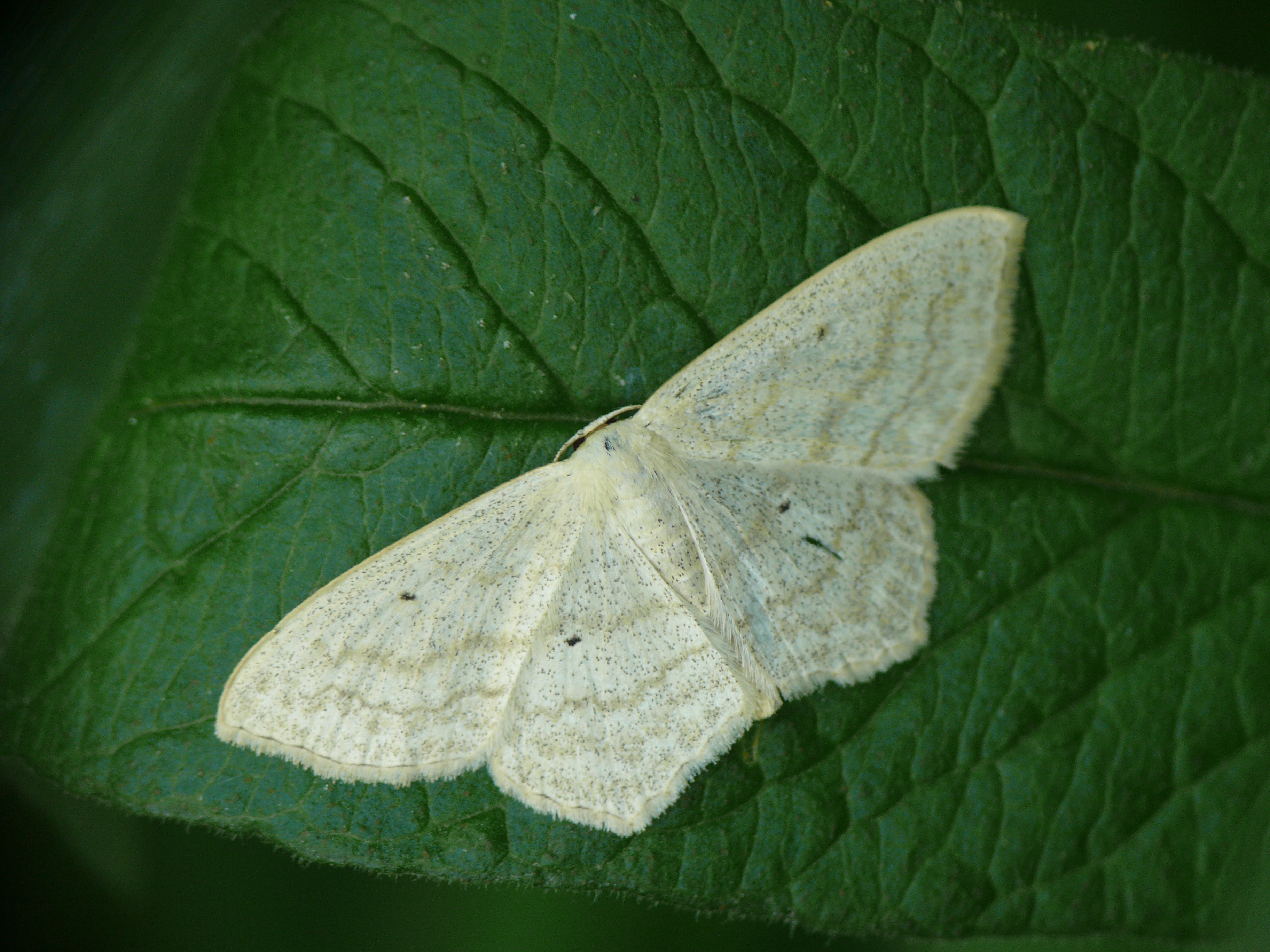
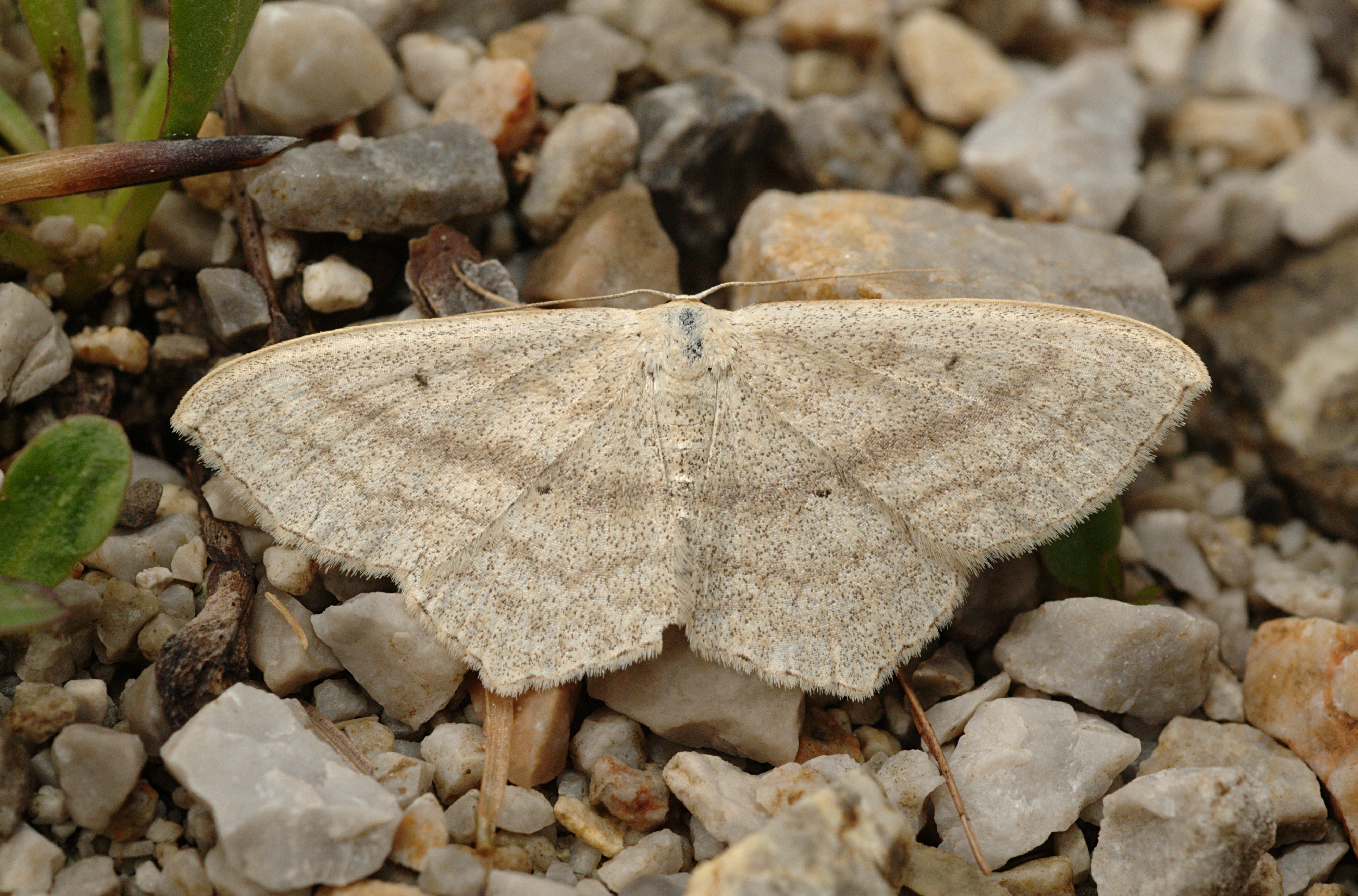